# Servei laboral obligatori
El servei laboral obligatori, en francès: service du travail obligatoire (STO) va ser, durant l'ocupació de França per part de l'Alemanya nazi, la requisició i transferència a Alemanya de centenars de milers de treballadors francesos contra la seva voluntat, per participar en l'esforç de la guerra alemanya que els retrocessos militars obligaven a créixer constantment (fàbriques, agricultura, ferrocarrils, etc.). Les persones requisades en el marc del STO es van allotjar en campaments de treballadors implantats al sòl alemany. Va ser introduït el 16 de febrer de 1943.
L'Alemanya nazi va imposar al govern de Vichy l'establiment de l'STO per compensar la manca de mà d'obra a causa de l'enviament de soldats alemanys al Front Oriental, on la situació es va deteriorar. De fet, els treballadors forçosos francesos són els únics a Europa que han estat requerits per les lleis del seu propi Estat, i no per un ordre alemany. Aquesta és una conseqüència indirecta de la major autonomia negociada pel govern de Vichy en comparació amb els altres països ocupats, que ja no tenien el seu propi govern.
Un total de 600.000 a 650.000 treballadors francesos van ser transportats a Alemanya entre juny de 1942 i juliol de 1944. França va ser el tercer proveïdor de treball forçós al Reich després de la URSS i Polònia, i va ser el país que li va donar els treballadors més qualificats.
L'explotació de la mà d'obra francesa del Tercer Reich es referia als treballadors obligatoris ("els requisits de l'STO"), però també els treballadors voluntaris atrets per la retribució, o que volien retornar un familiar, van ser enviats a Alemanya. Aquests voluntaris no eren ni millor ni menys tractats que els requerits, però van contribuir a l'opinió, després de la guerra, a una fusió freqüent i injustificada entre els requeriments de l'STO i els voluntaris. 250.000 presoners de guerra també havien de treballar per al Reich a partir de 1943 després d'haver estat "transformats" de manera voluntària o forçada en treballadors civils.